# Guaymate
Guaymate es un municipio de la República Dominicana, situado en la provincia de La Romana.

## Etimología
Su nombre proviene del árbol más común de la zona que lleva por nombre guamate, los habitantes de la región, en su mayoría descendientes de haitianos añadían la letra "y" en el nombre y finalmente terminó llamándose Guaymate.

## Localización
El municipio está ubicado en el centro de la región de Yuma a unos 20 km de la ciudad de La Romana. 

## Límites
Municipios limítrofes:
|                                 | Norte: El Seibo e Higüey       |              |
| Oeste: El Seibo y Ramón Santana |                                | Este: Higüey |
|                                 | Sur: Villa Hermosa y La Romana |              |

## Distritos municipales
Está formado por el distrito municipal de:
| Nombre   | Código   |
| -------- | -------- |
| Guaymate | 08120201 |

## Historia
Fue declarado municipio el 27 de febrero de 1963, como dependencia de la Provincia de La Romana por el Congreso Nacional de la República Dominicana.
Esta ciudad se levanta en terrenos cedidos por el Central Romana Corporation LTD.

## Economía
La principal actividad económica de este municipio es la producción de caña de azúcar y sus derivados, además de producir ganados y frutos menores. 

## Diversidad
Su población es mixta, compuesta por una gran diversidad de culturas y folklor dominicano, haitiano, africano, taino, español, etc.